# 伊娃·阿里亞克
伊娃·卡瑪妮克·阿里亞克（英語：a，東加拿大因紐特語：ᒥᓂᔅᑕ ᐄᕙ ᐋᕆᐊᒃ，1955年1月10日－）是一位加拿大女性政治人物，现任努纳武特地区专员。她曾在2008年努纳武特地区大选中成功當選第三届努納武特地区立法会東伊魁特選區議員，隨後更於2008年11月14日至2013年11月15日担任地区共识政府制度下的第二任努納武特地区行政长官，成為加拿大历史上第五位女性省长。

## 個人背景
阿里亞克在從事努納福特立法会議員之前曾經是當地第一位语言专员，其任期原本為4年並由1999年起開始計算，但後來卻延至2004年12月才結束。她任職期間曾決定為互聯網取一個東加拿大因紐特語譯名「ikiaqqivik」（意思為「遊遍層階」），該詞彙代表了薩滿教教徒會遊遍時間和空間以尋找關於精神上以及物質上問題的答案這一個傳統因紐特人觀念。
阿里亞克卸任後便在位於伊魁特的皮魯爾維克（Pirurvik）中心教授東加拿大因紐特語，隨後更在當地購買並營運一家名叫「馬利克卡特」（Malikkaat）的零售商店來售賣因紐特美術與工藝品，而她亦曾於2007年12月下一任语言专员強尼·庫蘇加克（Johnny Kusugak）辭職後短暫重新擔任代理语言专员。此外，阿里亞克也曾經任職巴芬島地區教育委員會因紐特語書籍出版項目協調員、巴芬島地區商會主席和努納福特電影發展公司主席。

## 從政之路
阿里亞克是2008年努納福特大選中唯一一位成功晉身地区立法会的女性，她在獲選後除了對這個結果表示失望外，亦認為該地區的日托服務應該改善以幫助婦女更能積極地參與政治進程。另一方面，她也建議地区政府需要重新檢視減少選區數量這個之前未能通過的議案，每個選區應該由一位男士以及一位女性當選。後來兩位分別名為珍妮·烏格尤克（Jeannie Ugyuk）和莫尼卡·埃爾（Monica Ell）的女性人物於補選中亦順利成為地区立法会議員。
在2008年11月14日舉行的地区立法会第一次特别会议中，阿里亞克擊敗時任地區行政长官保羅·奧卡利克（Paul Okalik）與議員塔加克·庫爾莉（Tagak Curley），成功獲選為新一任努纳武特地区行政长官。她因此成為繼麗塔·約翰斯頓（Rita Johnston）、內莉·科爾諾耶婭（Nellie Cournoyea）、凱薩琳·科貝克（Catherine Callbeck）和帕特·鄧肯（Pat Duncan）後第五位女性加拿大的省长，而把前任加拿大總理金·坎貝爾計算在內則為該國第六位女性省级及以上政府首脑。
2013年9月5日，阿里亞克宣佈她將會於2013年努纳武特地区大选中參選新設的伊魁特-塔西盧克（Iqaluit-Tasiluk）選區以尋求連任議員一職，但卻放棄在新立法会会期開始時尋求連任地區行政长官一職。可是她最終於2013年10月28日投票日中以43票之差敗給佐治·希克斯（George Hickes），因而連任失敗。
2021年1月，阿里亞克被加拿大政府任命为第6任努纳武特地区专员。

## 註解
- ^a 「Aariak」偶爾會被人寫成其原本正確拼法「Arreak」，而把「Arreak」寫成「Aariak」的原因是由於非東加拿大因紐特語母語使用者對其發音有著錯誤的理解。[20]